# Giro dell'Umbria 1938
Il Giro dell'Umbria 1938, quattordicesima edizione della corsa, si svolse il 14 agosto 1938 su un percorso di 216 km con partenza e arrivo a Perugia. Riservato a indipendenti e dilettanti, fu vinto dall'italiano Secondo Magni, che completò il percorso in 6h16'00" precedendo in volata i connazionali Ascanio Arcangeli e Osvaldo Corsinovi. Parteciparono 80 corridori.

## Percorso
Dopo il via da Perugia, i ciclisti attraversarono nell'ordine Ripabianca, Todi (km 44), Massa Martana, Terni (km 90), Piedipaterno, la Forca di Cerro al termine della relativa salita (km 142,5), Spoleto, Foligno, Bastia Umbra e Ponte San Giovanni prima delle ultime rampe e del rientro nel capoluogo regionale.

## Ordine d'arrivo (Top 10)
| Pos. | Corridore           | Squadra           | Tempo    |
| ---- | ------------------- | ----------------- | -------- |
| 1    | Secondo Magni       | S.C. Binda        | 6h16'00" |
| 2    | Ascanio Arcangeli   | Dop. Sp. Perugia  | s.t.     |
| 3    | Osvaldo Corsinovi   | Dop. Vetr. Taddei | s.t.     |
| 4    | Gilberto De Paolis  | Dopol. MATER      | s.t.     |
| 5    | Guerrino Amadori    | Dop. Ferr. Ancona | s.t.     |
| 6    | Aldo Ronconi        | V.S. Reno         | s.t.     |
| 7    | Marcello Spadolini  | A.S. Roma         | s.t.     |
| 8    | Renato Mazzocchetti | GIL Pescara       | s.t.     |
| 9    | Elvezio Palla       | Forza e Coraggio  | s.t.     |
| 10   | Urbano Fantozzi     | S.C. Malatesta    | s.t.     |